# 33889 Jengebo
33889 Jengebo è un asteroide della fascia principale. Scoperto nel 2000, presenta un'orbita caratterizzata da un semiasse maggiore pari a 2,2316958 au e da un'eccentricità di 0,1812878, inclinata di 6,51699° rispetto all'eclittica.